# Reomitres
Reomitres (en llatí: Rheomithres, en grec antic: Ῥεομίθρης) va ser un militar persa que es va unir a la revolta de les províncies occidentals contra Artaxerxes II de Pèrsia l'any 362 aC.
Els rebels el van enviar com ambaixador a Egipte per demanar ajut al seu rei i el rei egipci li va donar diners i 50 naus. Només arribar va convocar als caps rebels per repartir el diners i quan els va tenir a mà, els va capturar i els va enviar al rei persa, amb el que va fer les paus i es va quedar els diners.
Més tard apareix un Reomitres que va dirigir un cos de cavalleria de Darios III de Pèrsia a la batalla del Granic l'any 334 aC, i segurament és la mateixa persona; aquest personatge va morir el 333 aC a Issos.